# Großer Preis der USA 2004
Der Große Preis der USA 2004 (offiziell 2004 Formula 1 United States Grand Prix) fand am 20. Juni auf dem Indianapolis Motor Speedway in Indianapolis statt und war das neunte Rennen der Formel-1-Weltmeisterschaft 2004.

## Berichte

### Hintergründe
Nach dem Großen Preis von Kanada führte Michael Schumacher in der Fahrerwertung mit 16 Punkten vor Rubens Barrichello und mit 26 Punkten vor Jenson Button. In der Konstrukteurswertung führte Ferrari mit 63 Punkten vor Renault und mit 72 Punkten vor BAR-Honda.
Vor dem Rennwochenende gab es einen Fahrerwechsel: Nachdem Timo Glock beim Rennen in Kanada bei Jordan für Giorgio Pantano eingesprungen war, kehrte Pantano nun wieder ins Cockpit zurück.
Mit Michael Schumacher (zweimal) und Barrichello (einmal) traten zwei ehemalige Sieger zu diesem Grand Prix an.

### Training
Die letzten sechs Teams der Konstrukteursmeisterschaft 2003 waren berechtigt am Freitag im Training ein drittes Auto einzusetzen. Diese Fahrer fuhren am Freitag, traten aber weder im Qualifying noch im Rennen an. Anthony Davidson (BAR-Honda), Björn Wirdheim (Jaguar-Cosworth), Ricardo Zonta (Toyota), Glock (Jordan-Cosworth) und Bas Leinders (Minardi-Cosworth) nahmen in dieser Funktion an den Freitagstrainings teil.
Am Freitag war Barrichello mit einer Zeit von 1:10,365 Minuten der Schnellste, gefolgt von Davidson und Juan Pablo Montoya.
Am Samstag fuhr dann Button mit 1:10,056 Minuten die schnellste Runde vor Michael Schumacher und Takuma Satō.

### Qualifying
Im ersten Qualifying, in dem die Startpositionen für das zweite Qualifying ermittelt wurden, erzielte Barrichello die schnellste Zeit vor Montoya und Olivier Panis.
Im Qualifying war dann wieder Barrichello der Schnellste und sicherte sich seine zehnte Pole-Position. Zweiter wurde Michael Schumacher vor Satō.

### Rennen
In der Startaufstellung konnte Montoya aufgrund eines technischen Problems sein Auto nicht starten. Der Kolumbianer stieg aus dem Auto und ging an die Box, von wo aus er mit dem Ersatzauto losfuhr. Allerdings erfolgte der Austausch des Wagens, weniger als 15 Sekunden vor Beginn der Startprozedur und aus diesem Grund wurde der Williams-Pilot dann in der 57. Runde disqualifiziert.
Die beiden Ferrari starteten gut, Barrichello behielt die Führung vor Michael Schumacher. Dahinter folgte Fernando Alonso, der außen an mehreren Fahrern vorbeizog und sich den dritten Platz eroberte. Im Mittelfeld bremste Cristiano da Matta ab, um den Kontakt mit seinem Teamkollegen zu vermeiden, wurde aber wiederum von Christian Klien in die Enge getrieben. An dem Unfall waren auch Felipe Massa, Pantano und Gianmaria Bruni beteiligt, die sofort ausschieden. da Matta erreichte zwar noch die Box, doch sein Auto hatte einen irreparablen Getriebeschaden erlitten, der ihn kurz darauf zum Ausfall zwang.
Damit die Streckenposten die Strecke von Trümmern befreien und die verunfallten Autos entfernen konnten, fuhr das Safety-Car auf die Strecke. Hinter dem Safety-Car reihten sich Barrichello, Michael Schumacher, Alonso, Satō, Kimi Räikkönen, Button, Ralf Schumacher und Panis der Reihe nach ein. In Runde 5 kehrte das Safety-Car an die Box zurück: Beim Restart attackierte Michael Schumacher seinen Teamkollegen, flankierte ihn auf der Zielgeraden und überholte ihn in der ersten Kurve. Der deutsche Fahrer überquerte die Ziellinie nur dreizehntausendstel hinter Barrichello und verstieß damit nicht gegen die Regel, die den Fahrern vorschrieb, nach dem Ausscheiden des Safety Cars ihre Position bis zur Ziellinie beizubehalten.
Weiter hinten behauptete sich Alonso gegenüber Satō. Doch in Runde acht explodierte der rechte Hinterreifen am Auto des Spaniers, möglicherweise aufgrund von Trümmern, die nach der Kollision beim Start auf der Strecke zurückgeblieben waren. Der Renault-Pilot verlor die Kontrolle über sein Fahrzeug. Er kam jedoch in der breiten Auslaufzone der ersten Kurve zum Stehen, ohne die Leitplanken zu berühren. Eine Runde später erlitt das Auto von Ralf Schumacher einen Reifenschaden am linken Hinterreifen, vermutlich erneut aufgrund von Trümmern: Der Deutsche drehte sich und prallte in der letzten Kurve vor der Ziellinie in die Wand. Der Zusammenstoß mit dem Heck war sehr heftig und Ralf Schumacher wurde ins Krankenhaus eingeliefert, wo aber keine ernsthaften Verletzungen festgestellt wurden. Er verpasste die anschließenden Rennen dennoch und kehrte erst zum Großen Preis von China zurück. Das Safety-Car kam erneut zum Einsatz, um das mitten auf der Strecke geparkte Auto zu entfernen. Mit Ausnahme von Satō, Button, Montoya und Mark Webber nutzten fast alle Fahrer die Gelegenheit, um ihre ersten Stopp zu absolvieren. Allerdings hat sich die Wahl dieser Piloten nicht ganz ausgezahlt, da die Zeitersparnis durch den kürzeren Stopp durch die verlorene Zeit für die Überquerung des mit Trümmern übersäten Streckenabschnitts ausgeglichen wurde. Darüber hinaus dauerten die Arbeiten zur Wiederherstellung der Strecke so lange, dass Webber seinen Stopp einlegen musste, während sich das Safety-Car noch auf der Strecke befand, und auf die letzte Position rutschte. Damit behielt Michael Schumacher den ersten Platz, während Barrichello auf den siebten Platz zurückfiel, da er seinem Teamkollegen an der Box folgen musste.
Das Safety-Car kehrte in Runde 19 an die Box zurück und ließ Michael Schumacher vor Satō, Button, Montoya, Räikkönen, Barrichello, Jarno Trulli und Panis zurück. Beim Neustart gab es keine Überholmanöver, aber Satō und Button, die eher leichte Autos fuhren, schafften es, mit Michael Schumachers Tempo mitzuhalten. Die beiden tankten in Runde 25 bzw. 24 auf und kehrten mitten im Feld auf die Strecke zurück. Button schied drei Runden später wegen eines Motorschadens aus, während Satō, der als Schlusslicht wieder auf der Strecke war, nacheinander David Coulthard, Giancarlo Fisichella und Nick Heidfeld überholte und schnell auf den sechsten Platz vorrückte. In Runde 35 tankte Montoya auf, der auf den zweiten Platz vorrückte. Michael Schumacher führte weiterhin vor Barrichello, Trulli, Panis, Satō, Montoya und Heidfeld. Unterdessen musste Räikkönen zweimal an die Box, um das pneumatische Ventilöffnungssystem mit Luft zu füllen und fiel nach hinten.
In Runde 39 überholte Satō Panis und rückte auf den vierten Platz vor. Drei Runden später tankte Michael Schumacher, der als Dritter auf die Strecke zurückkehrte. In den folgenden Runden gingen auch Satō, Trulli und Panis an die Box; In der 50. Runde war Barrichello an der Reihe, der sich knapp hinter seinem Teamkollegen einreihte. Nach dem Boxenstopp des Brasilianers übernahm Michael Schumacher wieder die Führung vor Barrichello, Montoya, Trulli, Satō, Panis, Webber, Räikkönen und Coulthard (der gezwungen war, einen zusätzlichen Boxenstopp einzulegen, um Trümmer aus seinem Auto zu entfernen). Montoya tankte in Runde 57 auf und kam als Fünfter wieder auf die Strecke. Unmittelbar danach wurde ihm jedoch die schwarze Flagge gezeigt, weil er die Startaufstellung weniger als fünfzehn Sekunden vor Beginn der Startprozedur verlassen hatte.
In der 60. Runde schied Webber wegen eines Motorproblems aus, sodass nur noch neun Fahrer im Rennen waren. Eine Runde später überholte Satō Trulli und rückte auf den dritten Platz vor. In den Schlussrunden musste Fisichella aufgrund eines Hydraulikproblems langsamer fahren; Zsolt Baumgartner rückte dann auf den achten Platz vor. Es gab keine weiteren Positionsänderungen, trotz eines letzten Comebacks von Panis gegen Trulli, und Michael Schumacher holte seinen achten Saisonsieg vor Barrichello und Satō. Für den BAR-Honda-Fahrer war es das erste und einzige Podium in seiner Karriere und er war der erste Japaner, der es nach Aguri Suzuki beim Großen Preis von Japan 1990 erreichte. Trulli, Panis, Räikkönen, Coulthard und Baumgartner vervollständigten die Fahrergruppe an der Ziellinie. Letzterer war der erste ungarische Fahrer, der in der Geschichte der Formel 1 Punkte erzielte, und brachte Minardi zum ersten Mal seit dem Großen Preis von Australien 2002 wieder in die Punkteränge.

## Meldeliste
| Team                       | Nr. | Fahrer               | Chassis        | Motor                 | Reifen |
| -------------------------- | --- | -------------------- | -------------- | --------------------- | ------ |
| Scuderia Ferrari Marlboro  | 01  | Michael Schumacher   | Ferrari F2004  | Ferrari 3.0 V10       | B      |
| Scuderia Ferrari Marlboro  | 02  | Rubens Barrichello   | Ferrari F2004  | Ferrari 3.0 V10       | B      |
| BMW.WilliamsF1 Team        | 03  | Juan Pablo Montoya   | Williams FW26  | BMW 3.0 V10           | M      |
| BMW.WilliamsF1 Team        | 04  | Ralf Schumacher      | Williams FW26  | BMW 3.0 V10           | M      |
| West McLaren Mercedes      | 05  | David Coulthard      | McLaren MP4-19 | Mercedes-Benz 3.0 V10 | M      |
| West McLaren Mercedes      | 06  | Kimi Räikkönen       | McLaren MP4-19 | Mercedes-Benz 3.0 V10 | M      |
| Mild Seven Renault F1 Team | 07  | Jarno Trulli         | Renault R24    | Renault 3.0 V10       | M      |
| Mild Seven Renault F1 Team | 08  | Fernando Alonso      | Renault R24    | Renault 3.0 V10       | M      |
| Lucky Strike BAR Honda     | 09  | Jenson Button        | BAR 006        | Honda 3.0 V10         | M      |
| Lucky Strike BAR Honda     | 10  | Takuma Satō          | BAR 006        | Honda 3.0 V10         | M      |
| Lucky Strike BAR Honda     | 35  | Anthony Davidson     | BAR 006        | Honda 3.0 V10         | M      |
| Sauber Petronas            | 11  | Giancarlo Fisichella | Sauber C23     | Petronas 3.0 V10      | B      |
| Sauber Petronas            | 12  | Felipe Massa         | Sauber C23     | Petronas 3.0 V10      | B      |
| Jaguar Racing              | 14  | Mark Webber          | Jaguar R5      | Cosworth 3.0 V10      | M      |
| Jaguar Racing              | 15  | Christian Klien      | Jaguar R5      | Cosworth 3.0 V10      | M      |
| Jaguar Racing              | 37  | Björn Wirdheim       | Jaguar R5      | Cosworth 3.0 V10      | M      |
| Panasonic Toyota Racing    | 16  | Cristiano da Matta   | ToyotaTF104    | Toyota 3.0 V10        | M      |
| Panasonic Toyota Racing    | 17  | Olivier Panis        | ToyotaTF104    | Toyota 3.0 V10        | M      |
| Panasonic Toyota Racing    | 38  | Ricardo Zonta        | ToyotaTF104    | Toyota 3.0 V10        | M      |
| Jordan-Ford                | 18  | Nick Heidfeld        | Jordan EJ14    | Ford 3.0 V10          | B      |
| Jordan-Ford                | 19  | Giorgio Pantano      | Jordan EJ14    | Ford 3.0 V10          | B      |
| Jordan-Ford                | 39  | Timo Glock           | Jordan EJ14    | Ford 3.0 V10          | B      |
| Minardi F1 Team            | 20  | Gianmaria Bruni      | Minardi PS04B  | Cosworth 3.0 V10      | B      |
| Minardi F1 Team            | 21  | Zsolt Baumgartner    | Minardi PS04B  | Cosworth 3.0 V10      | B      |
| Minardi F1 Team            | 40  | Bas Leinders         | Minardi PS04B  | Cosworth 3.0 V10      | B      |

Anmerkungen
1. 1 2 3 4 5  Nahm nur am Freitagstraining teil.

## Klassifikationen

### Qualifying
| Pos. | Fahrer               | Konstrukteur     | Q1       | Q2         | Start |
| ---- | -------------------- | ---------------- | -------- | ---------- | ----- |
| 01   | Rubens Barrichello   | Ferrari          | 1:09,454 | 1:10,223   | 01    |
| 02   | Michael Schumacher   | Ferrari          | 1:10,129 | 1:10,400   | 02    |
| 03   | Takuma Satō          | BAR-Honda        | 1:10,002 | 1:10,601   | 03    |
| 04   | Jenson Button        | BAR-Honda        | 1:10,115 | 1:10,820   | 04    |
| 05   | Juan Pablo Montoya   | Williams-BMW     | 1:09,824 | 1:11,062   | 05    |
| 06   | Ralf Schumacher      | Williams-BMW     | 1:10,003 | 1:11,106   | 06    |
| 07   | Kimi Räikkönen       | McLaren-Mercedes | 1:11,415 | 1:11,137   | 07    |
| 08   | Olivier Panis        | Toyota           | 1:09,923 | 1:11,167   | 08    |
| 09   | Fernando Alonso      | Renault          | 1:10,078 | 1:11,185   | 09    |
| 10   | Mark Webber          | Jaguar-Cosworth  | 1:11,444 | 1:11,286   | 10    |
| 11   | Cristiano da Matta   | Toyota           | 1:10,108 | 1:11,691   | 11    |
| 12   | David Coulthard      | McLaren-Mercedes | 1:11,068 | 1:12,026   | 12    |
| 13   | Christian Klien      | Jaguar-Cosworth  | 1:11,777 | 1:12,170   | 13    |
| 14   | Giancarlo Fisichella | Sauber-Petronas  | 1:10,997 | 1:12,470   | 14    |
| 15   | Felipe Massa         | Sauber-Petronas  | 1:11,315 | 1:12,721   | 15    |
| 16   | Nick Heidfeld        | Jordan-Ford      | 1:12,329 | 1:13,147   | 16    |
| 17   | Giorgio Pantano      | Jordan-Ford      | 1:12,017 | 1:13,375   | 17    |
| 18   | Gianmaria Bruni      | Minardi-Cosworth | 1:13,776 | 1:14,010   | 18    |
| 19   | Zsolt Baumgartner    | Minardi-Cosworth | 1:14,396 | 1:14,812   | 19    |
| 20   | Jarno Trulli         | Renault          | 1:10,559 | keine Zeit | 20    |

### Rennen
| Pos. | Fahrer               | Konstrukteur     | Runden | Stopps | Zeit        | Start | Schnellste Runde |
| ---- | -------------------- | ---------------- | ------ | ------ | ----------- | ----- | ---------------- |
| 01   | Michael Schumacher   | Ferrari          | 73     | 2      | 1:40:29,914 | 02    | 1:10,412 (08.)   |
| 02   | Rubens Barrichello   | Ferrari          | 73     | 2      | + 2,950     | 01    | 1:10,399 (07.)   |
| 03   | Takuma Satō          | BAR-Honda        | 73     | 2      | + 22,036    | 03    | 1:10,727 (47.)   |
| 04   | Jarno Trulli         | Renault          | 73     | 2      | + 34,544    | 20    | 1:11,187 (45.)   |
| 05   | Olivier Panis        | Toyota           | 73     | 2      | + 37,534    | 08    | 1:10,933 (46.)   |
| 06   | Kimi Räikkönen       | McLaren-Mercedes | 72     | 3      | + 1 Runde   | 07    | 1:11,248 (59.)   |
| 07   | David Coulthard      | McLaren-Mercedes | 72     | 3      | + 1 Runde   | 12    | 1:12,155 (44.)   |
| 08   | Zsolt Baumgartner    | Minardi-Cosworth | 70     | 3      | + 3 Runden  | 19    | 1:14,097 (39.)   |
| 09   | Giancarlo Fisichella | Sauber-Petronas  | 68     | 2      | + 5 Runden  | 14    | 1:12,129 (44.)   |
| –    | Mark Webber          | Jaguar-Cosworth  | 60     | 2      | DNF         | 10    | 1:12,140 (46.)   |
| –    | Nick Heidfeld        | Jordan-Ford      | 40     | 2      | DNF         | 16    | 1:13,095 (37.)   |
| –    | Jenson Button        | BAR-Honda        | 26     | 1      | DNF         | 04    | 1:11,025 (22.)   |
| –    | Cristiano da Matta   | Toyota           | 17     | 2      | DNF         | 11    | 1:12,872 (08.)   |
| –    | Ralf Schumacher      | Williams-BMW     | 9      | 0      | DNF         | 06    | 1:11,982 (08.)   |
| –    | Fernando Alonso      | Renault          | 8      | 0      | DNF         | 09    | 1:11,236 (08.)   |
| –    | Christian Klien      | Jaguar-Cosworth  | 0      | 0      | DNF         | 13    | –                |
| –    | Felipe Massa         | Sauber-Petronas  | 0      | 0      | DNF         | 15    | –                |
| –    | Giorgio Pantano      | Jordan-Ford      | 0      | 0      | DNF         | 17    | –                |
| –    | Gianmaria Bruni      | Minardi-Cosworth | 0      | 0      | DNF         | 18    | –                |
| DSQ  | Juan Pablo Montoya   | Williams-BMW     | 57     | 2      | –           | Box   | 1:11,255 (37.)   |

Anmerkungen
1. ↑  Montoya startete aus der Box im Ersatzauto und wurde während des Rennens disqualifiziert, da er unberechtigterweise mit diesem unterwegs war.

## WM-Stände nach dem Rennen
Die ersten acht jedes Rennens bekamen 10, 8, 6, 5, 4, 3, 2 bzw. 1 Punkt(e).

### Fahrerwertung
| Pos. | Fahrer               | Konstrukteur     | Punkte |
| ---- | -------------------- | ---------------- | ------ |
| 01   | Michael Schumacher   | Ferrari          | 80     |
| 02   | Rubens Barrichello   | Ferrari          | 62     |
| 03   | Jenson Button        | BAR-Honda        | 44     |
| 04   | Jarno Trulli         | Renault          | 41     |
| 05   | Fernando Alonso      | Renault          | 25     |
| 06   | Juan Pablo Montoya   | Williams-BMW     | 24     |
| 07   | Takuma Satō          | BAR-Honda        | 14     |
| 08   | Ralf Schumacher      | Williams-BMW     | 12     |
| 09   | Giancarlo Fisichella | Sauber-Petronas  | 10     |
| 10   | David Coulthard      | McLaren-Mercedes | 9      |
| 11   | Kimi Räikkönen       | McLaren-Mercedes | 8      |

| Pos. | Fahrer             | Konstrukteur     | Punkte |
| ---- | ------------------ | ---------------- | ------ |
| 12   | Olivier Panis      | Toyota           | 5      |
| 13   | Felipe Massa       | Sauber-Petronas  | 5      |
| 14   | Cristiano da Matta | Toyota           | 3      |
| 15   | Mark Webber        | Jaguar-Cosworth  | 3      |
| 16   | Nick Heidfeld      | Jordan-Ford      | 3      |
| 17   | Timo Glock         | Jordan-Ford      | 2      |
| 18   | Zsolt Baumgartner  | Minardi-Cosworth | 1      |
| 19   | Christian Klien    | Jaguar-Cosworth  | 0      |
| 20   | Giorgio Pantano    | Jordan-Ford      | 0      |
| 21   | Gianmaria Bruni    | Minardi-Cosworth | 0      |

### Konstrukteurswertung
| Pos. | Konstrukteur     | Punkte |
| ---- | ---------------- | ------ |
| 01   | Ferrari          | 142    |
| 02   | Renault          | 66     |
| 03   | BAR-Honda        | 58     |
| 04   | Williams-BMW     | 36     |
| 05   | McLaren-Mercedes | 17     |

| Pos. | Konstrukteur     | Punkte |
| ---- | ---------------- | ------ |
| 06   | Sauber-Petronas  | 15     |
| 07   | Toyota           | 8      |
| 08   | Jordan-Ford      | 5      |
| 09   | Jaguar-Cosworth  | 3      |
| 10   | Minardi-Cosworth | 1      |